# Asociación de Tenis de los Estados Unidos
La  Asociación de Tenis de los Estados Unidos (en inglés: United States Tennis Association, USTA) es el organismo rector nacional del tenis en los Estados Unidos, fundado en 1881. Es una organización sin fines de lucro con más de 700 000 miembros, invierte el 100% de sus ganancias para promover y desarrollar el crecimiento del tenis, desde la base hasta los niveles profesionales. La asociación fue creada para reglamentar el tenis a nivel nacional, estandarizar las reglas y regulaciones y para promover y desarrollar el crecimiento del tenis en los Estados Unidos.

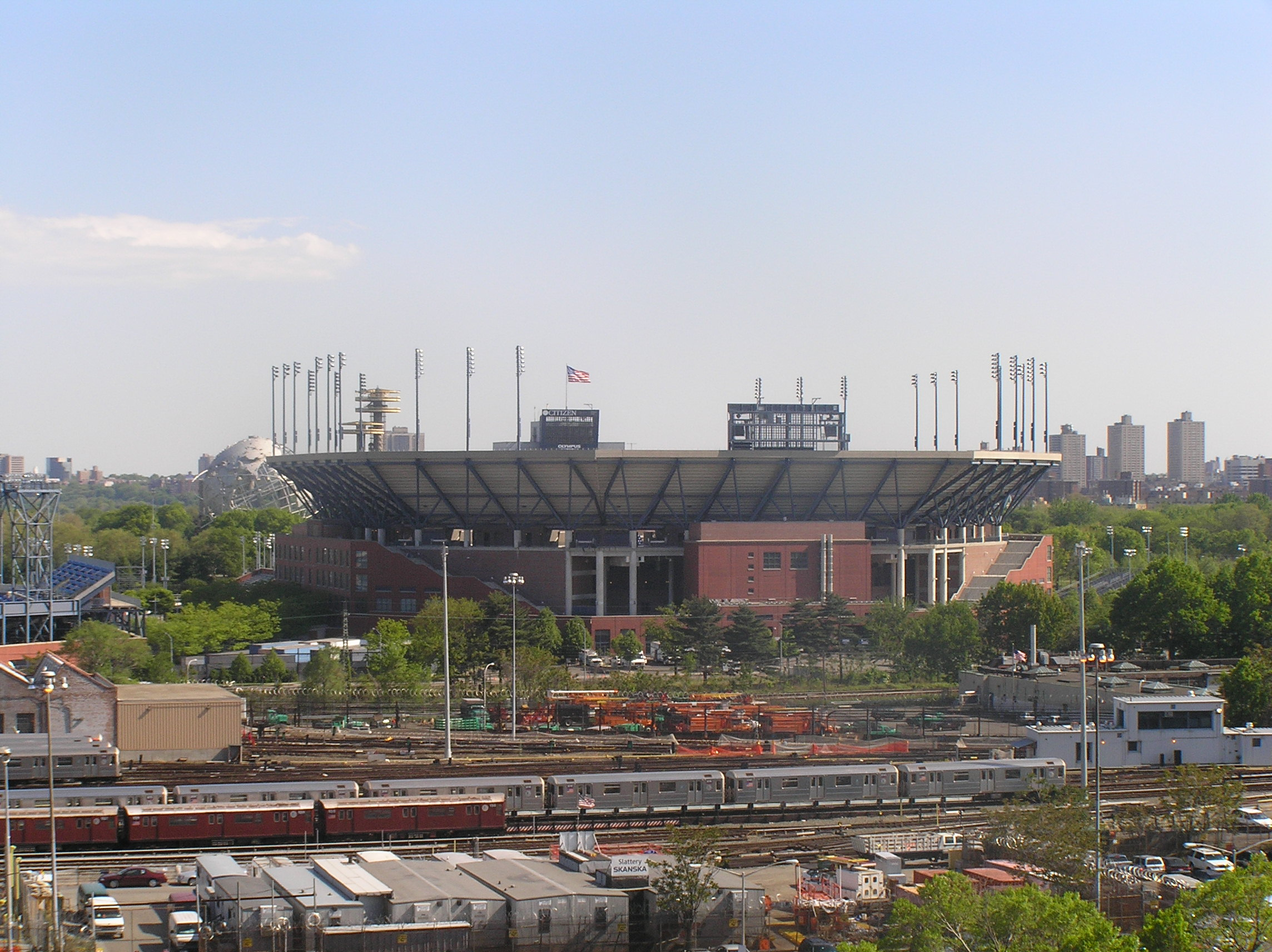
El USTA Billie Jean King National Tennis Center, es administrado por la organización

La USTA administra el USTA Billie Jean King National Tennis Center, que alberga el US Open todos los años.
La USTA tiene ligas en la mayoría de los lugares para adultos con niveles de habilidad entre principiante y profesional. La USTA también organiza torneos en todo el país todos los fines de semana para jugadores de clubes o profesionales.

## Historia
La USTA se conocía anteriormente como la Asociación Nacional de Tenis sobre Hierba de los Estados Unidos (USNLTA) y fue establecida en 1881 por un pequeño grupo de miembros de clubes de tenis en la ciudad de Nueva York y los clubes del noreste, donde se jugaba la mayoría del tenis sobre hierba. En 1920, la palabra 'Nacional' se eliminó del nombre de la organización, convirtiéndose en la abreviatura USLTA. En 1975, la palabra "Césped" se eliminó oficialmente del nombre.

## Organización
La USTA tiene 17 secciones geográficas con más de 700 000 miembros individuales, 7000 miembros organizacionales y un personal profesional. El equipo de la USTA (B) está ubicado en White Plains, Nueva York. El equipo (A) está ubicado en el Campus Nacional ubicado en Orlando, Florida.

## Secciones geográficas
- USTA Caribe
- USTA Este
- USTA Florida
- USTA Pacífico-Hawái
- USTA Intermontaña
- USTA Medio Atlántico
- USTA Estados del Centro de los Estados Unidos
- USTA Mediooeste
- USTA Valle Missouri
- USTA Nueva Inglaterra
- USTA Norte
- USTA Norte California
- USTA Noreste del Pacífico
- USTA Sur
- USTA California-Sur
- USTA Sureste
- USTA Texas

## Calificaciones NTRP
La USTA (junto con la USPTA) creó el Programa Nacional de Clasificación de Tenis (en inglés National Tennis Ranking Program-NTRP-) o, más comúnmente, las clasificaciones NTRP para colocar a los jugadores en varios niveles de habilidad. Las calificaciones de NTRP van desde principiantes 1.5 con incrementos de .5 hasta 7.0 o jugadores de clase mundial. Las clasificaciones NTRP se utilizan en las ligas y torneos para ayudar a proporcionar partidos más compatibles. Al final de cada año calendario, la USTA calcula y publica en línea la calificación de fin de año de todos. Las calificaciones se calculan utilizando un algoritmo informático que ajusta las calificaciones en función de cómo los resultados reales se comparan con los resultados esperados para cada partido. Los resultados esperados se determinan en función de la diferencia entre las calificaciones en centésimas de los jugadores en la cancha. Cuántos partidos has ganado y si fue un partido de individuales o de dobles no es parte del cálculo. Los jugadores nuevos o cualquier persona con una calificación NTRP vencida pasan por el proceso de autocalificación para determinar su punto de entrada. Las respuestas específicas a una serie de preguntas permiten que la computadora proporcione una calificación sugerida para que los jugadores comiencen.

## Programas
La USTA organiza torneos para adultos en la mayoría de las ciudades con poblaciones de más de 150 000 personas. Las ligas para adultos con calificaciones que van de 2.5 a 5.0 se organizan en primavera y/u otoño. En la mayoría de las áreas, las temporadas de adultos consisten en ligas de individuales, dobles y dobles mixtos en la primavera. Menos ciudades tienen ligas de otoño para solteros y/o tipos de liga alternativos como "combo", "combo mixto" o "trinivel".
En la mayoría de los estados, hay entre uno y cinco torneos cada fin de semana. Los adultos con una calificación de 3.0 a 4.5 generalmente pueden jugar en estos torneos.
Las ligas incluyen: 10 y menores; jóvenes; Adultos 18-40; y Adultos de 40 años o más. Cualquier persona mayor de 40 años puede solicitar la colocación en la liga 18-40.

## Torneos patrocinados por la organización
- US Open
- Masters de Cincinnati
- Torneo de New Haven (hasta el 2019)
- Boys' Junior National Tennis Championship
- USTA Pro Circuit – men's and women's tournaments
- USTA Tennis on Campus